# Temple vaudois (via Quattro Novembre)
Le temple vaudois de la via Quattro Novembre, en italien chiesa valdese, est un lieu de culte chrétien protestant située à Rome, dans le quartier de Trevi, sur la via Quattro Novembre. Elle est rattachée à l'Église évangélique vaudoise.
Il existe un autre temple vaudois à Rome, le temple vaudois de la piazza Cavour.

## Histoire
Dans la seconde moitié du XIXe siècle, une communauté de fidèles vaudois s’établit à Rome. Un terrain disponible pour construire un temple est identifié près de la piazza Venezia par le diacre vaudois Giulio Especo y Vera. Une souscription est lancée, dans lequel le révérend Robert Walter Stewart joue un rôle décisif.
Le projet est dû à l'architecte Benedetto Andolfi. La construction de l'église commencé en 1883 pour se terminer l'année suivante.

## Description

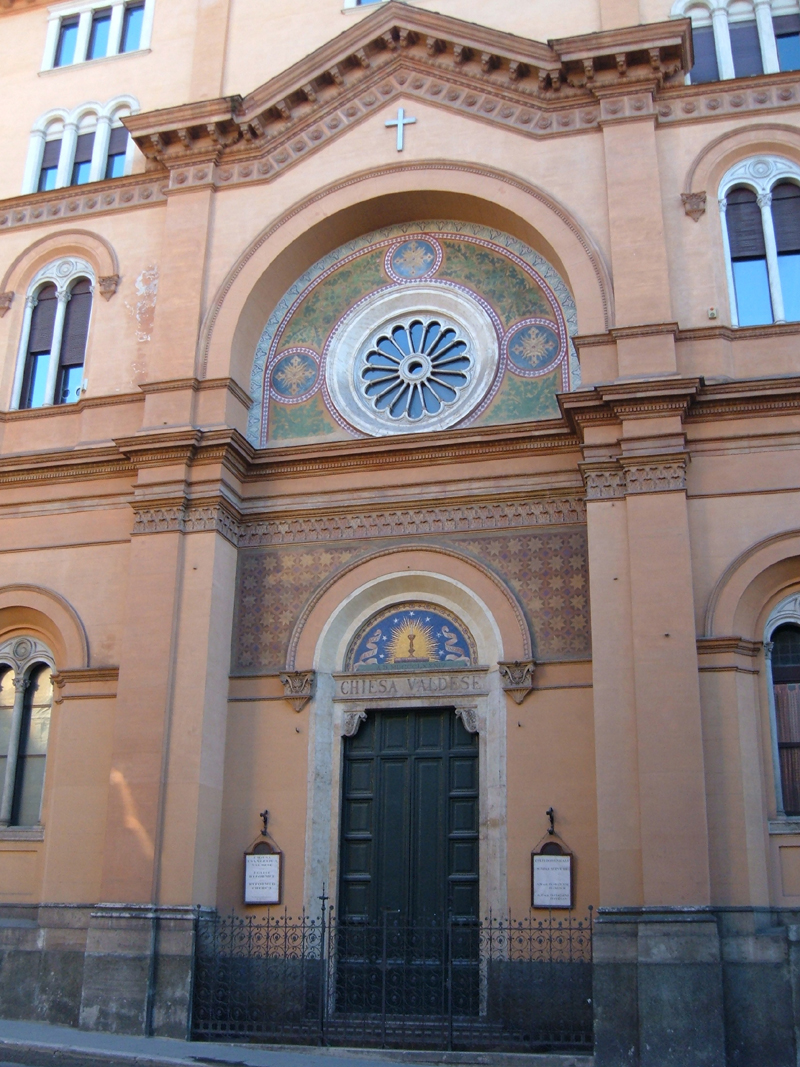
Le portail et la façade

Le lieu de culte est situé à l'intérieur d'un bâtiment plus grand, situé dans l'angle de la via IV Novembre, à l'opposé du musée de cire et du siège de l'Institut national des assurances contre les accidents du travail. L'extérieur est de style néo-roman. La façade est formée d'un grand arc en plein cintre avec un mur presque en mosaïque aux éléments phytomorphes, au centre duquel se trouve le portail avec une lunette en demi-cercle. Au-dessus s'ouvre une rosace avec un cadre en marbre.
L’orgue Carlo Vegezzi-Bossi opus 698, date de 1885. Il est électrifié par la société Buccolini en 1965 et puis restauré en 1999  .